# Єгоров Панас Сергійович
Панас Сергійович Єгоров (нар. 1897, село Силіно Ардатовського повіту Симбірської губернії, тепер Російська Федерація — розстріляний 23 вересня 1938, Київ) — радянський партійний діяч, 2-й секретар Київського міського комітету КП(б)У.

## Біографія
Народився у родині селянина-бідняка. У 1911 році закінчив двокласну школу в селі Силіно, а у 1915 році — чотирикласне ремісниче училище у селі Мачкаси Ардатовського повіту. У квітні 1915 — травні 1916 року — слюсар, помічник машиніста приватного млина села Покровського Ардатовського повіту.
У червні 1916 — січні 1918 року — в російській армії: рядовий запасного повітроплавного батальйону, рядовий 9-го повітроплавного загону (із серпня 1917 року).
У лютому 1918 — квітні 1919 року — заступник голови, голова Ради народного господарства Ардатовського повітового виконкому Симбірської губернії.
Член РКП(б) з листопада 1918 року.
У травні 1919 — травні 1921 року — в Червоній армії: секретар партійного осередку, уповноважений особливого відділу, військовий комісар 2-ї стрілецької бригади 41-го і 384-го стрілецьких полків РСЧА. Учасник Громадянської війни в Росії.
У червні 1921 — травні 1926 року — заступник повітового продовольчого комісара, продовольчий комісар Ардатовського повіту; голова виконавчого комітету Ардатовської повітової Ради Симбірської губернії.
У червні 1926 — квітні 1929 року — директор Ульяновського губернського харчового тресту; завідувач Ульяновського губернського відділу внутрішньої торгівлі. У травні 1929 — вересні 1930 року — голова Ульяновської окружної планової комісії.
У жовтні 1930 — серпні 1931 року — голова Ульяновської міської Ради.
У вересні 1931 — квітні 1933 року — студент Московського механіко-машинобудівного інституту імені Баумана, закінчив два курси.
У травні 1933 — січні 1935 року — начальник політичного відділу Оратівської машинно-тракторної станції Київської області.
У лютому 1935 — липні 1937 року — 1-й секретар Оратівського районного комітету КП(б)У Київської області.
У серпні — грудні 1937 року — голова Київської обласної планової комісії.
У грудні 1937 — 25 травня 1938 року — в.о. 2-го секретаря Київського міського комітету КП(б)У.
5 червня (за іншими даними — 13 липня) 1938 року заарештований органами НКВС. 23 вересня 1938 року засуджений до розстрілу, розстріляний. Посмертно реабілітований 27 жовтня 1956 року.